# Совместная рабочая группа
Совместная рабочая группа (сокр. СРГ)(син. Комплексная рабочая группа) (англ. Integrated Product Team, IPT) — многопрофильная группа людей, которая несет коллективную ответственность за производство определенного продукта или выполнение определенного процесса.
СРГ используется в комплексных программах развития (проектах) для изучения и принятия решений. Основное внимание СРГ акцентировано на участии всех заинтересованных сторон (потребителей, заказчиков, менеджеров, разработчиков, подрядчиков) в совместном обсуждении. IPT, как правило, осуществляют свою деятельность на уровне программ проектов, но могут быть Совместные рабочие группы по контролю (англ. Oversight IPT, OIPT), или Совместные рабочие группы на эксплуатационном уровне (WIPTs).СРГ создаются чаще всего в рамках структурированных системных инженерных методологий, акцентируя внимание на понимании нужд и желаний каждого участника.
СРГ были введены Министерством обороны США в 1995 году, как часть основных реформ по приобретению товаров и услуг.